# Geschichte der Juden in Bayreuth

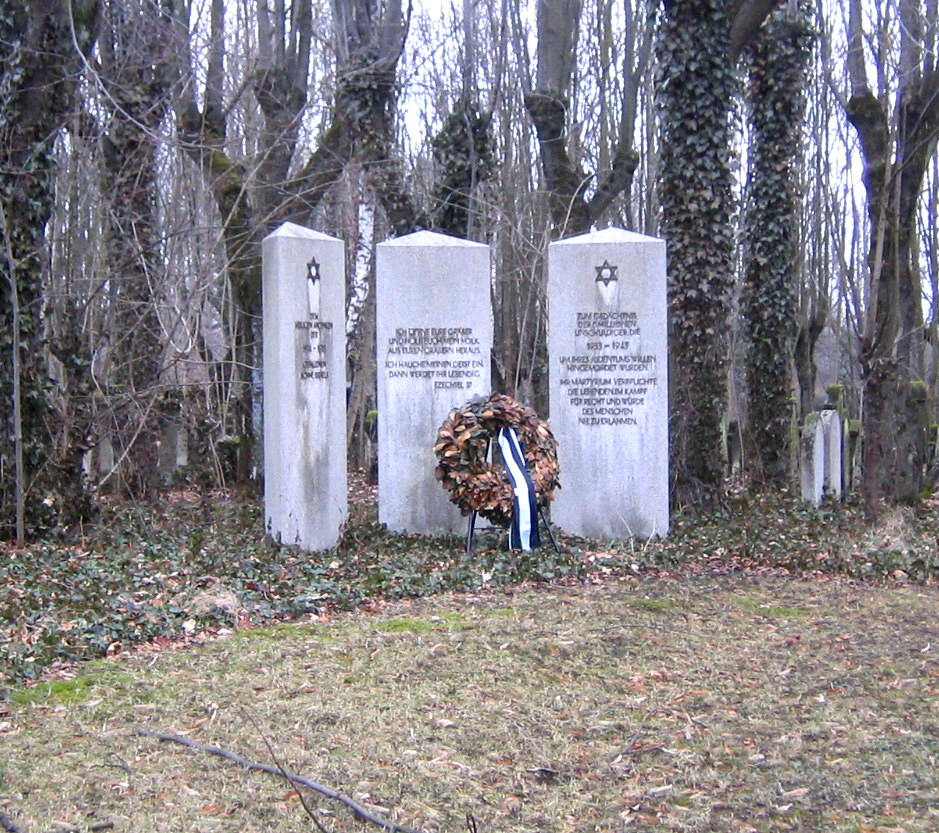
Mahnmal auf dem Jüdischen Friedhof

Die Geschichte der Juden in Bayreuth beginnt im 13. Jahrhundert.

## Mittelalter
Um den Handelsverkehr von Nürnberg nach Böhmen durch Bayreuth zu lenken, soll Burggraf Friedrich III. von Nürnberg eine Anzahl von Juden in seine 1248 in seinen Besitz gelangte Stadt Bayreuth aufgenommen und sie mit Privilegien ausgestattet haben. Bereits 50 Jahre später wurden 1298 im Verlauf des Rintfleisch-Pogroms Juden in Bayreuth ermordet.
Bis Mitte des 14. Jahrhunderts standen im Heiligen Römischen Reich Deutscher Nation alle Juden unter dem unmittelbaren Schutz des Kaisers. Karl IV. (römisch-deutscher Kaiser ab 1355) übertrug die Vollmacht des Judenschutzes auf die Landesfürsten. Die erhoben von den Juden Abgaben für Schutzbriefe und Privilegien bezüglich der Religionsausübung. Der Zutritt zu den Handwerkszünften und zu anderen ehrbaren Berufen blieb den Juden verwehrt. Daher waren sie gezwungen, ihren Lebensunterhalt mit Tätigkeiten wie Hausieren, Handel mit Kleinwaren oder Geldverleih auf Pfänder zu verdienen. Letzterer führte zwangsläufig zu Missstimmungen mit der übrigen Bevölkerung und der Obrigkeit.
In einer Urkunde aus dem Jahr 1372 ernannte der Nürnberger Burggraf Friedrich V. den jüdischen Gelehrten Meier zu Peyerreut (Bayreuth) zum Landesrabbiner über die Judengemeinden Bayreuth, Hof und Kulmbach. Er stattete die Kulmbacher Juden mit Steuerprivilegien und Schutzbriefen aus, die als Modell für das Fürstentum Brandenburg-Kulmbach dienten. Das Bayreuther Stadtbuch des Jahres 1464 regelte den Handel zwischen Juden und Christen. Es enthielt unter anderem das Verbot des Wuchers und des Handels mit Hehlerware oder Sakralgegenständen sowie eine Regelung der Eidesformel der Juden.
Die Landesherrn der Markgrafschaft Brandenburg-Culmbach-Bayreuth waren durchwegs keine religiösen Eiferer. Sie betrachteten die jüdischen Gemeinden pragmatisch als zusätzliche Einnahmequellen und nahmen sie wiederholt gegen Angriffe von Seiten des Klerus in Schutz. Markgraf Albrecht Achilles verwehrte sich 1451 entschieden gegen die Forderung der Bamberger Diözesansynode, dass Juden zur Kennzeichnung einen gelben Ring tragen sollten.
Die ablehnende Haltung von Teilen der Bevölkerung beruhte hauptsächlich auf der Furcht vor den Andersgläubigen und ihren fremdartigen Gebräuchen sowie dem Misstrauen gegenüber den jüdischen Zinsgeschäften. Rassistischer Antisemitismus ist in jener Zeit in Bayreuth nicht nachweisbar, sein gelegentliches Aufflackern im Spätmittelalter und der absolutistischen Zeit war religiös bedingt. Blutige Pogrome wie in Hof (1515) oder Regensburg (1519) gab es in der Stadt offenbar nicht.
1515 und 1561 setzten die Vertreter der Städte auf dem Landtag Auswanderungsbefehle für alle Juden des Fürstentums durch. Auch dem Markgrafen Christian trotzten die Landstände 1611 gegen dessen Bedenken ein Ausweisungsmandat ab. Jener, der vor allem aus fiskalischen Interessen die Juden im Land behalten wollte, konnte sein Mandat jedoch nicht widerrufen, und griff daher zu einem Trick: Er machte die Juden seiner Ehefrau Marie zum persönlichen Geschenk, die sie daraufhin unter ihren Schutz nahm.
Es kam vor, dass Kreditnehmer hofften, durch die Ausweisung ihrer jüdischen Gläubiger ihre Schulden loszuwerden. Andere verübten in jüdischen Anwesen Diebstähle und Raub. 1699 stellte der Fränkische Reichskreis fest: „Allerhand loses und liederliches Gesindlein“ rotte sich zusammen, um „unter dem Prätexte eines wider die Juden abgefaßten Hasses würkliche Rauberey und Plünderungen“ in Judenhäusern zu begehen. Den Tätern wurde die Todesstrafe angedroht. Am 2. Januar 1709 erließ Markgraf Christian Ernst ein Dekret zum Schutz der Juden.
Dass manche Juden mit gebrauchten Gegenständen handelten, erregte Argwohn und Misstrauen unter der Bevölkerung und seitens der Obrigkeit. Markgraf Georg Wilhelm schrieb den Juden 1713 eine neue Eidesformel zu ihren Ungunsten vor. 1714 untersagte er den Juden aus hygienischen Gründen den Handel mit alten Kleidern, rauen Fellen, Bettwaren, Feder- und Lederartikeln sowie allen anderen „giftsaugenden“ Waren. Im Jahr darauf ordnete er an, dass die wohnsitzlosen „Betteljüden“ nicht in die Stadt eingelassen werden, sondern ihr Almosen vor den Stadttoren erhalten sollten. 1730 verfügte Markgraf Georg Friedrich Karl, Juden dürften nicht länger als drei Tage in der Stadt beherbergt werden.

## Epoche der Aufklärung
Noch weit ins 18. Jahrhundert hinein konnten die Juden ihre Verstorbenen nicht in Bayreuth bestatten, sondern mussten sie nach Baiersdorf bei Erlangen überführen. Dort lag das Zentrum jüdischen Lebens im Fürstentum – im Jahr 1712 sind in Baiersdorf 39 jüdische Familien nachgewiesen. In den Städten des Oberlands – Bayreuth, Kulmbach und Hof – lebten 1712 keine Juden.

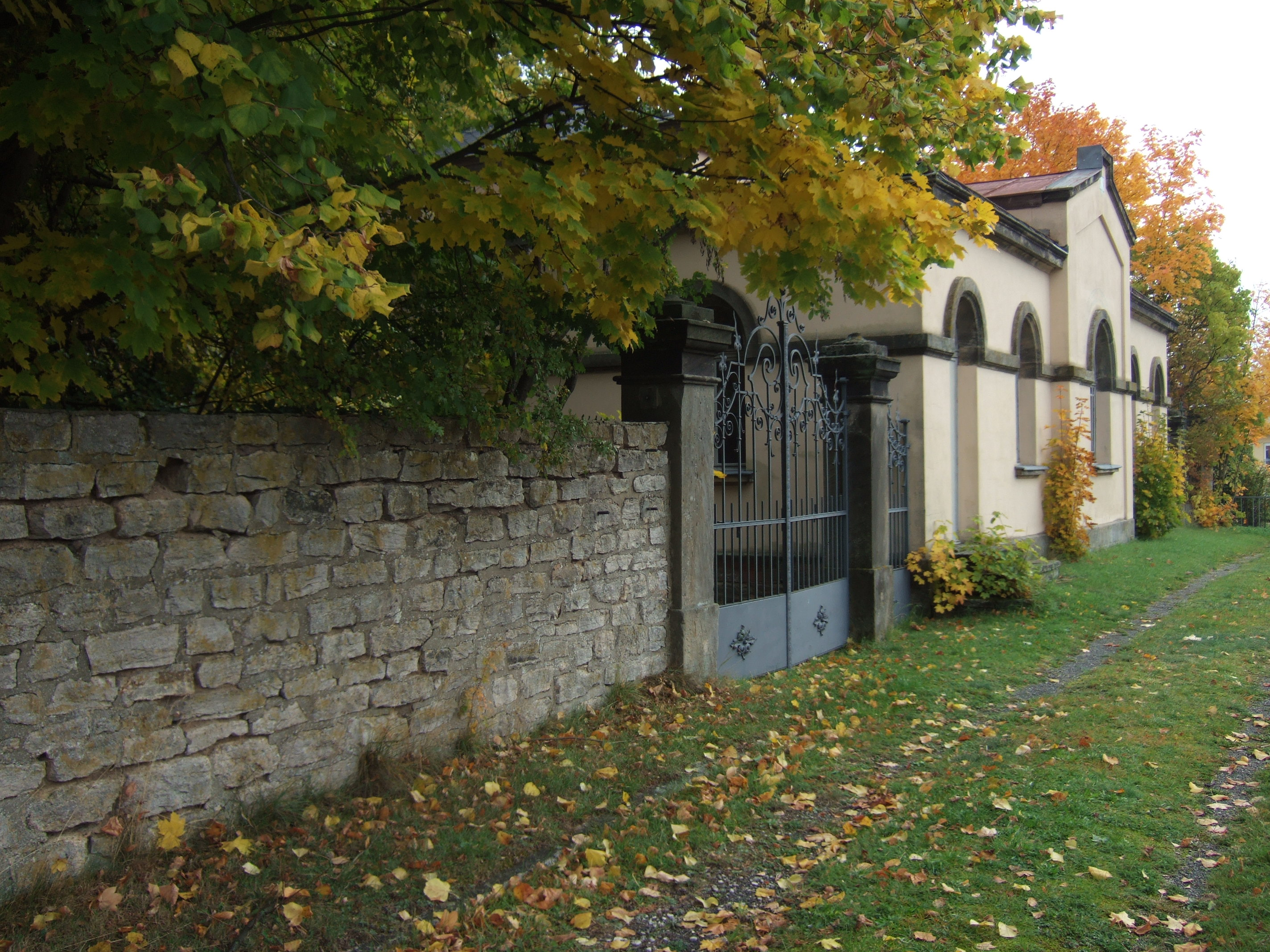
Tor und Taharahaus am Jüdischen Friedhof

Mit dem Regierungsantritt Friedrichs III. im Jahr 1735, einem Vertreter des aufgeklärten Absolutismus, verbesserte sich die Lage der jüdischen Untertanen. Sein Schutzbrief für die Juden des Fürstentums ist auf den 18. Dezember 1736 datiert. Fortan wurde ihnen gestattet, ihren Wohnsitz innerhalb des Fürstentums beliebig zu verändern, ihre Kinder zum Besuch der jüdischen Schule und der Synagoge anzuhalten, zu Familienfesten und an Feiertagen jüdische Gäste von außerhalb des Fürstentums einzuladen sowie christliche Dienstboten anzustellen.
Toleranz und Mildtätigkeit spielten bei Friedrich III. allenfalls eine untergeordnete Rolle. In erster Linie war für ihn wichtig, dass die Anwesenheit von Juden seinem Land nicht schade. Bestenfalls sollten die „Schutzjuden“ einen ordentlichen finanziellen Nutzen bringen. Ab 1740 ließ er nur noch Juden ins Land, die ein Vermögen von mindestens 2000 Gulden vorweisen konnten. Einheimischen Juden wurde ein Bleiberecht garantiert, wenn sie wenigstens 500 Gulden besaßen. Um 1748 holte der Markgraf den jüdischen Bankier Moses Seckel aus Bruck bei Ansbach an den Bayreuther Hof. Als Hoffaktor war ihm dieser bei der Finanzierung kostspieliger Vorhaben wie dem Bau des Opernhauses nützlich.
Zu Versammlungen und Andachten trafen sich die Bayreuther Juden zunächst in Privatwohnungen. 1759 verkaufte Friedrich III., gegen den Willen des Ministerrats, für 8250 Rheinische Gulden das alte Komödien- und Redoutenhaus in der Münzgasse an Seckel. Damit verbunden war die Erlaubnis für zehn jüdische Familien, sich in Bayreuth niederzulassen. Seckel richtete in dem Gebäude eine Synagoge ein, und am 15. März 1760 fand dort die erste Sabbatfeier statt. 1770 starb Seckel ohne direkte Nachkommen und wurde vermutlich in Baiersdorf bestattet. Er vermachte das Synagogengebäude seinem jüngeren Bruder David, der es 1772 an die jüdische Gemeinde übergab.
Da nur eine bestimmte Anzahl an Juden unter den Einwohnern der Stadt zugelassen war, wurde ein Kataster der jüdischen Glaubensgenossen angelegt. Gegenüber der Synagoge entstand Mitte des 18. Jahrhunderts am Mühlkanal ein Ritualbad für jüdische Frauen. 1767 wurde eine Satzung beschlossen, die die internen Angelegenheiten der jüdischen Gemeinde regelte. 1786 konnte an der Nürnberger Straße ein Grundstück erworben werden, auf dem ein Friedhof angelegt wurde.

## 19. Jahrhundert
In der Zeit der preußischen Herrschaft (1791 bis 1807) sah sich die Regierung gezwungen, die jüdische Bevölkerung des Fürstentums gegen Ritualmordverdächtigungen in Schutz zu nehmen. Unter Strafandrohung wurde untersagt, physische und psychische Gewalt gegen Juden auszuüben. Camille de Tournon, Statthalter während der französischen Besetzung der Jahre 1807 bis 1810, schrieb in seinem Werk Statistique de la Province de Bayreuth: „Juden haben nur in den Städten Bayreuth und Baiersdorf sowie in den Dörfern des Unterlands Wohnrecht. Sie dürfen Häuser und Land kaufen; eine Eigentümlichkeit der Gesetzgebung schreibt ihnen allerdings vor, diese binnen einer bestimmten Frist wieder zu verkaufen.“ 1809 erließ die „Kaiserlich königliche französische Intendance des Fürstenthums Baireuth“ eine Verordnung zur Aufhebung des Judenleibzolls. Jüdische Kauf- und Handelsleute waren denen der christlichen Religion gleichzustellen. Bis dahin mussten jüdische Viehhändler beim Betreten der Märkte in Bayreuth und Sankt Georgen spezielle Gebühren entrichten.
Im frühen 19. Jahrhundert schlachteten zwei bis drei Metzger im wöchentlichen Wechsel für die Bayreuther Juden. 1811 wurden deren Barnossen und Deputierte mit einer Beschwerde bei der städtischen Polizeidirektion vorstellig: Trotz Barzahlung könnten sie oft kein Kalbfleisch, und ansonsten auch nur äußerst minderwertiges Fleisch kaufen. Der Stadtmagistrat nahm sich der Sache an und kam zu dem Ergebnis, dass die Vorwürfe begründet waren. Er drohte „nachdrücklichste“ Strafen an, wenn die Juden nicht wie alle übrigen Einwohner bedient würden.

Joseph Aub

Im Zusammenhang der Hep-Hep-Krawalle ereigneten sich in Bayreuth am 11. und 12. August 1819 schwere Ausschreitungen gegen die jüdischen Bewohner der Stadt. Juden wurden geschmäht und mit Steinen und Äpfeln beworfen, Fensterscheiben von Juden bewohnter Häuser wurden eingeworfen. Zunehmend war die Feindseligkeit weniger religiös, sondern rassistisch geprägt. Mehr und mehr wurden sie als Mitglieder eines Volkes, das einen Fremdkörper innerhalb Deutschlands darstellte, empfunden. Der Freispruch von Mitgliedern des Gesangvereins Sankt Georgen, die wegen eines antisemitischen Liedes vor Gericht standen, wurde 1883 von einem Teil des Publikums bejubelt.
Wurden 1763 in der Stadt noch 24 jüdische Familien gezählt, so gab es um 1840 bereits 101 jüdische Haushalte. 47 Personen führten ein Ladengeschäft, fast ausschließlich im Bereich Textil und Mode. 33 Juden handelten mit Vieh oder Hopfen oder gingen hausieren, 16 Mitglieder der Gemeinde lebten vom Kreditgeschäft oder ihrem Vermögen. Nach der Aufhebung des Zunftzwangs waren bereits 46 jüdische Mitbürger als Lehrlinge, Gesellen oder Meister in handwerklichen Berufen tätig. Um die folgende Jahrhundertwende umfasste die örtliche jüdische Gemeinde mehr als 350 Personen.
1810 wurde die Stadt an das zum Königreich aufgestiegene Bayern verkauft, das bayerische Judenedikt des Jahres 1813 hatte somit in Bayreuth Gültigkeit. Auch die jüdischen Kinder wurden schulpflichtig und mussten die öffentlichen Schulen besuchen. Der erste jüdische Gymnasiast war Sigismund Kohn im Schuljahr 1814/15. Nachdem in der Markgräflichen Münze 1804 die Münzproduktion eingestellt worden war, konnten Räume in dem 1778 errichteten Gebäude (heute: Münzgasse 9) ab 1824 als Talmud-Tora-Schule genutzt werden. Von 1829 bis 1852 war Joseph Aub Distriktsrabbiner in Bayreuth. Als einer der ersten Rabbiner hielt er Gottesdienste in deutscher Sprache, 1833 setzte er eine neue Synagogenordnung für Bayern durch.
1863 wurde den Bayreuther Jüdinnen eine Mikwe in der Badeanstalt Rosenau eingerichtet. Zwischen dem alten Bad und der „Münzmühle“ entstand 1867 eine Schächterhütte, in der das Vieh nach jüdischen Vorschriften geschlachtet wurde. Sie verschwand im Zuge des Baus der Königlichen Filialbank (heutiges Iwalewahaus).

## Frühes 20. Jahrhundert

Kaufhaus Friedmann in der Opernstraße 11, um 1900

Synagoge in der Münzgasse, um 1910

Der Antisemitismus in Nordbayern zu Beginn des 20. Jahrhunderts hatte einen wirtschaftlichen Nährboden. In Bayreuth hatte der jüdische Kaufmann Joseph Friedmann 1898 an der unteren Opernstraße ein mehrgeschossiges Haus errichtet, in dessen beiden unteren Etagen er am 23. November 1899 ein Kaufhaus eröffnete. In den „Wölfelsbauten“ auf der anderen Straßenseite existierte seit 1888 bereits das Kaufhaus von Luitpold Kurzmann (Opernstraße 22). Beide Geschäfte boten, über den für Juden „üblichen“ Textilbereich hinaus, ein breitgefächertes Angebot an. Das setzte sie dem Vorwurf aus, den einheimischen Mittelstand zu schädigen.
Öffentliches Wohlwollen begleitete die vierzig jungen jüdischen Männer, darunter eine Reihe von Freiwilligen, die im August 1914 zum Kriegseinsatz verabschiedet wurden. Doch bereits 1919 war die Atmosphäre des Zusammenlebens frostig geworden. Die jüdischen Mitbürger wurden als Sündenböcke für den verlorenen Krieg und einen tristen, freudlosen Alltag gebraucht. Diesmal handelte es sich nicht um eine kurzfristige antisemitische Welle. In Bayreuth wurde, wie auch in anderen fränkischen Städten, vom Deutschvölkischen Schutz- und Trutzbund, einem Vorläufer der NSDAP, lange vor dem Anbruch des „Dritten Reichs“, eine regelrechte Pogromstimmung erzeugt. Die politische Brunnenvergiftung erreichte auch die Schulen, besonders Oberklässler hatten offene Ohren für antisemitische Parolen. In einer Zeitungsanzeige der örtlichen Ortsgruppe des Centralvereins deutscher Staatsbürger jüdischen Glaubens vom 10. September 1919 heißt es: „Kann es den Mitgliedern der jüdischen Gemeinschaft, die in letzter Zeit durch eine maßlose, gemeingefährliche und anonyme Hetze ständig schwer angegriffen wird, verargt werden, wenn sie nach den Urhebern dieser Hetze Umschau halten?“ Am 8. Oktober 1919 wies der jüdische Rechtsanwalt Berthold Klein auf einer stürmischen Veranstaltung des Deutschvölkischen Schutz- und Trutzbunds, bei der laut Bayreuther Tagblatt „nur noch Handgranaten fehlten“, die Vorwürfe gegen das Judentum zurück und legte ein Treuebekenntnis zum Deutschtum ab.
Am 7. Januar 1920 tauchte erstmals in einer Zeitungsanzeige der Bayreuther Tagblatts das Hakenkreuz auf. Viermal innerhalb des ersten Quartals jenes Jahres trommelte der Deutschvölkische Schutz- und Trutzbund seine Gefolgschaft in seinem Stammlokal Bauernhof (Maximilianstraße 38) zusammen. Mit aggressiven Inseraten wurde Mitgliederwerbung betrieben. Die antisemitischen Hetzparolen verschafften der Gruppierung offenbar regen Zulauf, Ende des Jahres 1922 zählte sie rund 300 Mitglieder. Der Oberbürgermeister Albert Preu warnte im Stadtrat bereits im Januar 1920: „Die Angriffe gegen das Judentum ... nehmen allmählich Formen an, welche eine Bedrohung nicht nur der Beteiligten, sondern auch des öffentlichen Friedens bedeuten.“ Mit einer Beschwerde der israelitischen Kultusgemeinde befasste sich der Stadtrat am 13. Dezember 1922. Sie betraf die andauernde Hetze der „Deutschvölkischen“ in Versammlungen und auf Plakaten, doch die Stadtväter unternahmen nichts dagegen.
Eine Ortsgruppe der Nationalsozialistischen Deutschen Arbeiterpartei (NSDAP) wurde am 22. November 1922 gegründet, vier Monate später wurden bereits mehr als 300 Mitglieder gezählt. Am 18. März 1923 wütete Julius Streicher im Sonnensaal (Richard-Wagner-Straße 4) gegen Juden und Marxisten. Die Folge war eine erbitterte Straßenschlacht, die von der NSDAP später als „Feuertaufe“ verherrlicht wurde. 1923 kam Adolf Hitler erstmals in die Stadt und hatte am 23. September seinen ersten öffentlichen Auftritt beim Deutschen Tag. Nach dem gescheiterten Novemberputsch ordnete Frankens SA-Führer Walter Buch an, dass für „Hitlerblut“ Judenblut fließen müsse, was – anders als in Unterfranken – in Bayreuth nicht befolgt wurde. Unter Beteiligung des Hauses Wahnfried wurde, nach dem vorübergehenden Verbot der NSDAP, als Tarn- und Auffangorganisation der Völkische Bund unter dem Vorsitz des Volksschullehrers Hans Schemm (der „an jedem Laternenpfahl einen Juden baumeln“ sehen wollte) ins Leben gerufen. Anders als in Großstädten wie Berlin, wo jüdische Kaufleute von den Arbeitslosen für die Inflation des Jahres 1923 verantwortlich gemacht und am 5. November 1923 im Scheunenviertel Geschäfte und Wohnungen geplündert wurden, blieb die Lage in Bayreuth vorerst aber ruhig.
Bei der Wiederaufnahme der Richard-Wagner-Festspiele im Jahr 1924 kam es zu judenfeindlichen Demonstrationen. Bei der Volkszählung von 1925 wurden in Bayreuth 304 Juden erfasst, was 0,9 Prozent der Bevölkerung entsprach. In jenem Jahr ärgerte sich Hitler, bei seinem ersten und einzigen Besuch der Festspiele vor 1933, über den Auftritt eines jüdischen Künstlers und sprach von „Rassenschande“. In der zweiten Hälfte der 1920er Jahre ließ der Druck auf die Juden vorübergehend spürbar nach. Die wirtschaftliche Konsolidierung stärkte die politisch gemäßigten Kräfte und bremste den Aufstieg der Nazis. Friedrich Puchta schrieb am 14. Oktober 1927 in der örtlichen SPD-Zeitung: „Die Hakenkreuzlerei ist im wesentlichen eine Sache für den rückschauenden Geschichtsschreiber geworden.“
Zwei Jahre später hatte sich der Wind erneut gedreht. Im März 1929 formulierte das Bayreuther Tagblatt: „Die Stimmung der Massen im antisemitischen Sinne macht sich bemerkbar ... in Bayreuth marschiert der völkische Gedanke.“ Bei den Stadtratswahlen des 8. Dezember jenes Jahres erhielt die NSDAP auf Anhieb neun der dreißig Sitze. Schemm, nun „Gauleiter“, Abgeordneter und Mitglied des Stadtrats, sorgte fortan für permanente Konfrontation. Er versuchte, die örtliche Geschäftswelt gegen den „Angriff des Warenhausjuden auf Bayreuth“ aufzuputschen, wetterte im Dezember 1930 gegen die Einladung zweier Juden als Gäste einer Primizfeier durch die katholische Kirche und erklärte im September 1931 den „Verteidigungskrieg des Bayreuther Mittelstandes gegen die Eröffnung eines [jüdischen] Einheitspreisgeschäftes“. Zwei Bayreuther Restaurants und ein Café riefen bereits 1931 zum Boykott der Juden auf. Die 1911 in der Stadt geborene jüdische Schriftstellerin Hilde Marx, die in jenem Jahr am Humanistischen Gymnasium das Abitur ablegte, berichtete von Ausgrenzung und bewusstem Distanzwahren. Sie sei angespuckt worden, Mitschüler hätten ihr Knoblauchgestank unterstellt, am Tanzunterricht konnte sie nicht teilnehmen. Der Tennisplatz sei Juden verwehrt gewesen, und schon früh habe es einen „stillen“ Boykott jüdischer Geschäfte gegeben.
Letztmals wehrten sich die Bayreuther Juden öffentlich in einer Anzeige in der Oberfränkischen Zeitung: „Glaubt nicht den Verleumdungen und Beschimpfungen ... Wir deutschen Juden sind Menschen wie Ihr und nicht besser und nicht schlechter als Ihr“.

## Juden im Erwerbsleben der Stadt

Textilgeschäft Kurzmann im Haus Opernstraße 22 kurz nach der Eröffnung, Juli 1894

In der späten Markgrafenzeit bildeten sich zwei unterschiedliche soziale Gruppen, die untereinander vermutlich wenig Kontakt hatten: einige wenige Wohlhabende, Hofagenten oder Hoffaktoren genannt, und die größere Gruppe derer, die mehr schlecht als recht von Handel und Kleingewerbe lebten. Zu den Ersteren zählten der „Hof- und Münzlieferant“ Moses Seckel, der mit Kreditgeschäften reich wurde, und David Seckel, der 1777 bei Sankt Georgen eine Tabakplantage anlegen ließ.
Die Kaufleute handelten mit Gebrauchtwaren, Galanteriewaren und Textilien. David Herz gehörte 1783 zu den ersten, die den Übergang vom Händler zum niedergelassenen Kaufmann mit festem Laden schafften. 1820 waren vier örtliche Ladengeschäfte in jüdischer Hand. Ungeachtet der Abschaffung der Zünfte versuchten die alteingesessenen Handwerksbetriebe weiterhin, Werkstattgründungen von Neulingen zu verhindern. Seligmann Meyer und Sigmund Samelson gehörten zu den wenigen Juden, die Mitte des 19. Jahrhunderts Handwerksberufe ergriffen und sogar die Meisterprüfung ablegten.
Erstmals 1854 erschien mit Fischel Arnheim ein Jude als Rechtsanwalt in den Adressbüchern, 1876 mit Pinkas Skutsch ein erster Notar. Simon Würzburger richtete 1861 in der Erlanger Straße 19 eine private Nervenklinik für „gemüthskranke Israeliten“ ein. Zu den jüdischen Bayreuther Ärzten der Jahrhundertwende gehörten auch dessen Sohn Albert sowie Leo Steinberger, als Anwälte waren Karl Würzburger, Berthold Klein und Richard Herzstein tätig.
Nur eine geringe Zahl der jüdischen Gewerbetreibenden produzierte Waren. Lion Löwensohn erwarb 1895 die am Dammwäldchen gelegene Zuckerwarenfabrik Sorge & Specht und nannte sie Erste Bayreuther Dampf-Chocolade-Lebkuchen- u. Zuckerwaarenfabrik. Sein zweites Unternehmen Apparatebau, zunächst in einem Flügel des Alten Schlosses (Maximilianstraße 8) eingemietet, später im ersten Obergeschoss des Hauses Erlanger Straße 12, stellte hauptsächlich Süßwarenautomaten her. Simon Fleischmann betrieb eine kleine Papierwaren- und Tütenfabrik, Max Hamburger eine Essigfabrik. Drei der 14 örtlichen Herrenschneidereien hatten jüdische Inhaber, jedoch keine der 115 Damenschneidereien.
Auf zwei Schwerpunkte konzentrierte sich die Tätigkeit der anderen: einerseits Viehhandel, zum anderen Textil-, Wäsche- und Kurzwarengeschäfte. 1907 waren von den 23 örtlichen Viehhandlungen 11 in jüdischer Hand. Einige Viehhändler handelten zudem mit anderen landwirtschaftlichen Erzeugnissen, Adolf und Michael Oppenheim mit Stoffen und Wolf Strauss mit Immobilien. Aus Samuel Oppenheims Geschäft mit Leder und Fellen entwickelte sich ab 1920 eine Schuhwarenfabrikation.
Bei einem gesamten jüdischen Bevölkerungsanteil von nur einem Prozent ergaben sich 1907 folgende Anteile jüdischer Geschäftsinhaber: Heimtextilien 100 % (Luitpold Kurzmann, Simon Pfefferkorn), Konfektionskleidung 55 %, Wäsche 30 %, Stoffe und Kurzwaren 28 %. Von bester Qualität (Harburger, Maximilianstraße 9 und Reinauer, Luitpoldplatz 2) bis hin zu Billigware war alles vertreten. In den Sparten Nahrungsmittel, Delikatessen und Kolonialwaren gab es keine jüdischen Gewerbetreibenden.
Dank ihrer Ladengeschäfte gelangten etliche Familien, wie Isner, Kurzmann und Pfefferkorn, zu gutbürgerlichem Wohlstand, Reputation und modernerem Hausbesitz. Der Handel mit Schlachttieren hingegen brachte wohl weder Reichtum noch bürgerliches Ansehen; eine Ausnahme war der Viehhändler Ludwig Fleischmann.

## Die Verfolgung der Juden während der nationalsozialistischen Diktatur
Nach der Machtübernahme der Nationalsozialisten sollen sich, so die nationalsozialistische Tageszeitung Fränkisches Volk, über 15.000 Menschen auf den Straßen und Plätzen der Stadt versammelt haben. Auch wenn diese Zahl vermutlich zu hoch angesetzt ist, lässt sich doch feststellen, dass die Mehrheit der Bayreuther Bevölkerung damals ein positives Verhältnis zu den Nazis hatte. Der Bayreuther Hans Schemm, zum Gauleiter berufen und nach der Gleichschaltung zum bayerischen Kultusminister ernannt, war überaus populär, seine Ansichten waren für viele Oberfranken prägend. Er knüpfte an die pseudo-wissenschaftliche Rassenlehre Houston Stewart Chamberlains an, der in Bayreuth gelebt und eine Tochter Richard Wagners geheiratet hatte. Die Arier bezeichnete Schemm als „Gottmenschen“, die Juden als minderwertigste unter allen Rassen. Den Deutschen sei „die Weltaufgabe übertragen worden, den ganzen Erdball vom Dreck und Mist des Minderrassentums zu reinigen“.
Im Frühjahr 1933 lebten 260 Juden in Bayreuth. Auffällig ist, dass bereits vor gesetzesähnlichen reichsweiten Anordnungen in der Stadt Maßnahmen gegen Juden vorgenommen wurden. Kurt de Jonge wurde im März 1933 im Gefängnis St. Georgen in „Schutzhaft“ genommen, ins Konzentrationslager Dachau überstellt und dort schwer misshandelt. Im Oktober 1933 versuchte Karl Schlumprecht, seit dem 26. April 1933 Oberbürgermeister der Stadt, die Eheschließung des jüdischen Bürgers Justin Steinhäuser mit einer Christin zu verhindern. Im Juni 1934 wurde der Jude Leopold Reinauer, der eine deutsche Kellnerin zu sich eingeladen hatte, von Nazi-Anhängern verprügelt und anschließend wegen „rassenschänderischen Verhaltens“ verurteilt. Der Jude Max Friedmann kam im Monat darauf wegen „unsittlicher Verfehlungen gegenüber seinem Dienstmädchen“ in „Schutzhaft“, wurde also ohne Anklage eingesperrt. Ebenfalls im Juli 1934 wurde der jüdische Handelsvertreter Reinhaus von SA-Leuten misshandelt und verschleppt, er tauchte nie wieder auf.
1933 gab es 40 als jüdisch geltende Geschäfte und Firmen in der Stadt, die sich vielfach in zentraler Lage befanden. Bereits vor dem reichsweit organisierten Boykott jüdischer Geschäfte, der am 1. April 1933 begann, stellte die SA am 11. März vor dem Schuhgeschäft Isaak Zwirns (Maximilianstraße 71) und dem Kaufhaus Erwege (Opernstraße 11, Inh. Max Friedmann, Selma Rindsberg und Max Treu) Posten auf, um Kunden abzuschrecken. Trotz der Ausweitung dieser Maßnahme ab April blieben den jüdischen Geschäftsleuten zunächst Kunden erhalten, das Warenhaus Heinrich Schiefer (Richard-Wagner-Straße 4) ging aber noch im selben Jahr in Konkurs. Im Zeitraum 1935 bis 1937 mussten dann viele jüdische Geschäfte aufgeben oder wurden „arisiert“. Zum Zeitpunkt der Pogrome des 9. November 1938 („Reichskristallnacht“) existierten in Bayreuth nur noch vier jüdische Läden. Die durch den Boykott, der auch Ärzte und Rechtsanwälte betraf, erzwungenen Geschäftsaufgaben entzogen den meisten Juden ihre Erwerbsbasis. Da Boykottaufrufe bei den Bauern zunächst nicht verfingen, wurde jüdischen Viehhändlern 1938 die Gewerbelegitimation entzogen. In Bayreuth betraf das 14 Personen, von denen fünf mit ihren Familien auswanderten. Von den verbliebenen Viehhändlern überlebten nur zwei Deportation und Konzentrationslager. Ab Juli 1938 durften Juden nicht mehr als Hausverwalter tätig sein; eine Verordnung vom Dezember 1938 zwang sämtliche Juden, ihre Immobilien zu verkaufen. Gewerbebetriebe waren entweder zu liquidieren oder einem Treuhänder zu übergeben, der deren Verkauf betrieb. Die Behörden bemühten sich, aus der „Arisierung“ einen Verwaltungsakt zu machen. Da die Gauwirtschaftsberater der NSDAP alle Kaufverträge genehmigen mussten, bekamen oft nur solche Käufer den Zuschlag, die an die Partei „spendeten“. In Franken galt ein Satz von anderthalb bis drei Prozent des Kaufpreises als obligatorisch.
Bis November 1938 hatte man im Reich rund 250 antijüdische Verordnungen und Erlasse verhängt, von denen viele auch in Bayreuth Niederschlag fanden. Juden mussten ihre Führerscheine abgeben, durften andererseits aber keine öffentlichen Verkehrsmittel mehr benutzen. Ihren Kindern wurde der Besuch deutscher Schulen untersagt: im November 1936 mussten die jüdischen Schülerinnen das Lyzeum (heute: Richard-Wagner-Gymnasium) verlassen. Die jüdische Herz-von-Hertenried-Stiftung und eine weitere wurden im Mai 1938 aufgelöst und deren Vermögen beschlagnahmt. Juden durften keine Rundfunkgeräte mehr besitzen, im September 1939 wurden ihnen durch die SA 25 Radios abgenommen. Im folgenden Winter mussten sie alle in ihrem Besitz befindlichen Wertpapiere, Edelmetalle und Devisen sowie Schmuck und Kunstgegenstände entschädigungslos abgeben, Ende 1941 dann ihre warme Winterkleidung. Ab September 1941 waren sie unter Strafandrohung gezwungen, in der Öffentlichkeit den gelben Judenstern zu tragen; auch in Bayreuth sind Fälle bekannt, in denen Juden von „Deutschen“ diesbezüglich denunziert und daraufhin verurteilt wurden. Schließlich wurde letzteren jeder persönliche Kontakt mit Juden verboten, Juden durften nicht einmal mehr gegrüßt werden.
Etlichen Bayreuther Juden gelang es, rechtzeitig zu emigrieren. Bevorzugtes Reiseziel waren die USA, die 55 von ihnen erreichten. Daneben wurde häufig Palästina, vereinzelt auch England, Schweden und Australien als Ziel angegeben.

### Novemberpogrom
1935 wurde Fritz Wächtler, als Nachfolger des tödlich verunglückten Schemm, Gauleiter der Bayerischen Ostmark. Am Abend des 9. November 1938 meldete er – telefonisch von München aus – den Tod des deutschen Diplomaten Ernst vom Rath, der in Paris einem Attentat des polnischen Juden Herschel Grynszpan zum Opfer gefallen war. Wächtler gab Anweisungen, wie der „spontane Ausbruch der Volkswut“ in Bayreuth abzulaufen habe. Nach 23 Uhr wurden SA-Leute durch motorisierte Melder aus den Betten oder Gastwirtschaften geholt und hatten sich per Einsatzbefehl in Zivilkleidung an der Ecke Opernstraße/Wölfelstraße einzufinden. Sie verwüsteten das Innere der Synagoge, steckten sie aber, aufgrund der unmittelbaren Nähe zum Markgräflichen Opernhaus, nicht in Brand. Hinweise auf eine aktive Rolle der Bevölkerung in der „Reichskristallnacht“ lassen sich nicht finden. Jedoch schafften Bedürftige ab den frühen Morgenstunden Holz, darunter die Sitzbänke, aus der Synagoge fort.
Am Morgen des 10. November 1938 waren auch die verbliebenen jüdischen Geschäfte geplündert und verwüstet: Die kleine Spielwarenhandlung Friedmann (Am Schloßberglein), der „Nürnberger Basar“ (Richard-Wagner-Straße 20, Inh. Rudolf Weigert) sowie die Textilgeschäfte Dessauer (Luitpoldplatz) und Roßkamm (Carl-Schüller-Straße 20½, Inh. Jakob und Adele Strauß). Schwerer als die Zerstörung von Sachwerten wog in jener Nacht die Menschenjagd, bei der SA und Polizei offenbar Hand in Hand arbeiteten. Die meisten der noch 120 jüdischen Mitbürger wurden – oft nur in Unter- oder Nachtwäsche gekleidet – zunächst ins Alte Rathaus (Maximilianstraße 33) und dann in die Viehstallungen des Schlachthofs an der Rotmainhalle getrieben, wo sie eingesperrt und gleichsam öffentlich ausgestellt wurden. „Besonders mittags waren die Viehstallungen ... dicht belagert, und jeder versuchte, durch die nicht allzu hohen Fenster einen Blick ins Innere zu erhaschen“. Auf dem Weg dorthin sei die Jüdin Friedmann für „ihr freches Maul“ geschlagen worden, auch dem Arzt Leo Steinberger, der gegen die Polizei „frech werden wollte“, habe man „eine gründliche Lektion erteilt“, schrieb das Bayreuther Tagblatt. Und weiter: „Der Jude Zwirn, welcher den Eintritt in seine Wohnung verwehren wollte und sich mit Gewalt widersetzte, mußte eindrucksvoll belehrt werden, daß er nichts mehr zu melden hatte“. Auch sprach die Zeitung an jenem Tag von der Rotmainhalle als einem Konzentrationslager und machte sich auf infame Weise über die Todesangst der Opfer lustig.
Unter den Verfolgten jener Nacht waren nicht wenige Teilnehmer des Ersten Weltkriegs, die sich stets als Patrioten gefühlt hatten, darunter mit Justin Steinhäuser ein Träger des Eisernen Kreuzes. Noch im Einwohnerbuch des Jahres 1937 ist der Jüdische Frontkämpferbund Ortsgruppe Bayreuth aufgeführt. Justin Steinhäuser wurde mit einem Knüppel am Kopf schwer verletzt, seine Wohnung und die seiner im selben Haus lebenden Eltern wurden verwüstet. Die beabsichtigte Verhaftung Moritz Steinhäusers erwies sich als nicht möglich, da dieser nach einem Schlaganfall mit Lähmungserscheinungen im Bett lag. Er wurde von drei Personen, darunter zwei Hitlerjungen, mit Schlagringen an Kopf und Gesicht blutig geschlagen. Die Wohnung des Viehhändlers Wolf aus der Wiesenstraße wurde gegen 1 Uhr von Männern mit geschwärzten Gesichtern aufgesucht. Sie zerstörten dessen Wohnung und plünderten, zwei Stunden später wurde die Familie von einem Verhaftungstrupp festgesetzt.
Widerspruch gegen das Vorgehen von Polizei und SA wurde nicht aktenkundig, lediglich der Protest eines Dorfpfarrers aus Mistelgau in einem offiziellen Bericht angeführt. Er wurde wegen Vergehens gegen das Heimtückegesetz gegen Staat und Partei angezeigt. Oberbürgermeister Friedrich Kempfler missbilligte vorsichtig die Gewalt gegen Sachen, die Gewalt gegen Menschen ließ er unerwähnt. 23 jüdische Männer wurden anderntags in das Gerichtsgefängnis Sankt Georgen verbracht, neun von ihnen waren Anfang Dezember noch in Haft. Am 11. November 1938 wurde, nun unter der Beteiligung örtlicher Bürger, der Jüdische Friedhof geschändet, dessen Einfriedung abgerissen und die Leichenhalle beschädigt. Die NS-Zeitung Bayerische Ostmark berichtete am 6. Dezember 1938, im Bayreuther Geschäftsleben gebe es keine Juden mehr. Somit war zu jenem Zeitpunkt auch das Schuhgeschäft Springmann in der Maximilianstraße 24 nicht mehr existent.

### Deportationen und Ermordungen

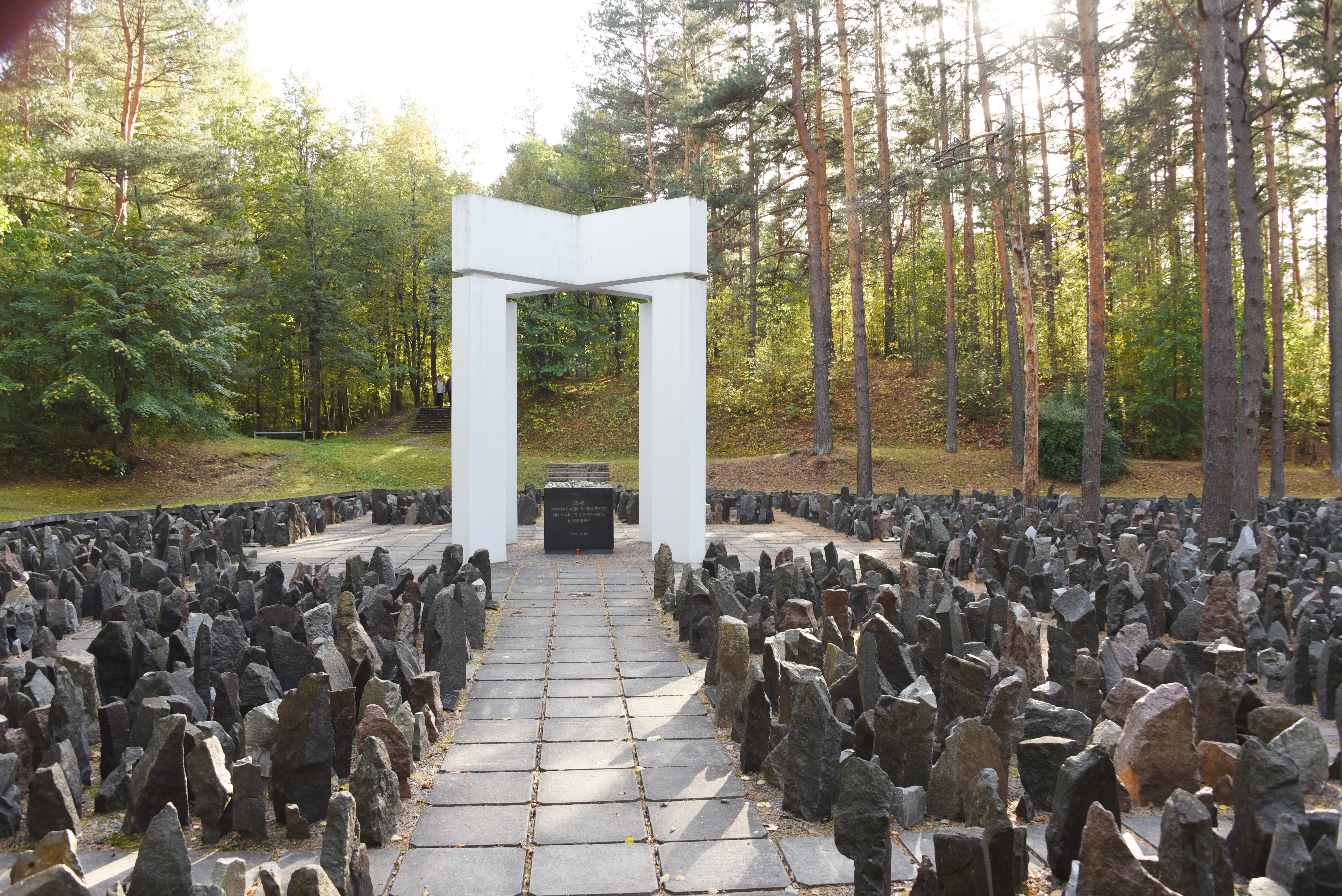
Gedenkstätte im Wald von Biķernieki, wo zahlreiche Bayreuther Juden ermordet wurden

Nach dem Gedenkbuch der Stadt Bayreuth für die Opfer des Nationalsozialismus verloren 183 jüdische Männer und Frauen aus Bayreuth durch die Nationalsozialisten ihr Leben.
Im Januar 1941 wurden Bayreuths Juden zum Schneeräumen gezwungen. In jenem Monat wurde der Viehhändler Gustav Flörsheim verhaftet, weil er „die Gesetze des deutschen Volkes bei jeder Gelegenheit frivol mißachtet“ habe, und im Gefängnis ermordet. Von den 260 Juden, die sich 1933 in der Stadt aufhielten, lebten im Herbst 1941 noch 78 Personen in Bayreuth.
Am 27. November 1941 wurden um 5 Uhr früh 60 Juden von der Gestapo aus den Betten geholt. Mit Juden aus Fürth, Bamberg und Würzburg brachte man sie zunächst in ein Sammellager nach Nürnberg-Langwasser. Dort blieben sie zwei Tage lang und wurden anschließend in einer dreitägigen Eisenbahnfahrt in das Auffanglager Jungfernhof bei Riga transportiert. Sie wurden in primitiven, unbeheizten Baracken untergebracht; bereits in diesem Winter erfroren zahlreiche der Häftlinge. Im März 1942 wollte man sich der arbeitsunfähigen Lagerinsassen entledigen und bot, um Panik zu vermeiden, leichte Arbeit in einer Konservenfabrik an. Tatsächlich handelte es sich um eine Irreführung, denn die rund 1800 Menschen (darunter Mathilde Cahn, ihre Tochter Charlotte und ihre Schwägerin Jette), die sich dazu gemeldet hatten, wurden anschließend ermordet. Sie mussten sich am 26. März 1942 im Wald von Biķernieki nackt ausziehen und vor einer offenen Grube aufstellen. Männer der Sicherheitspolizei und lettische Hilfskräfte erschossen sie mit Maschinengewehren und warfen sie in das Massengrab. Andere kamen über das Ghetto Riga Ende November 1943 in das Vernichtungslager Auschwitz und wurden dort vergast. Glück im Unglück hatte Friedel Reinauer, die mit ihrer Tochter Hanneliese im Konzentrationslager Kaiserwald überlebte und ein halbes Jahr lang in einem russischen Lazarett gesundgepflegt wurde.
Bei der zweiten Deportation am 12. Januar 1942 wurden von den 18 noch in Bayreuth verbliebenen Juden elf in das jüdische Altersheim Weiße Taube nach Bamberg gebracht. Im September ging es von dort, gemeinsam mit Bamberger und Nürnberger Juden, zunächst ins Konzentrationslager Theresienstadt und dann weiter nach Litauen und Auschwitz. Zu ihnen zählten der Justizrat Berthold Klein, das Ehepaar Weinberger aus der Ludwigstraße und das Ehepaar Steinhäuser aus der Friedrich-von-Schiller-Straße. Keiner dieser Deportierten hat den Holocaust überlebt.
In den Konzentrationslagern kamen zudem um (unvollständig):
- Ilse Friedmann wurde wahrscheinlich am 6. Juni 1942 in der Gaskammer des Vernichtungslagers Sobibor ermordet, ihr Vater Max Friedmann starb am 1. März 1944 im Konzentrationslager Theresienstadt
- Albertine Neuland (geb. Lehmann, geb. am 30. Januar 1866 in Schornweisach):[41] Am 23. Juli 1942 wurde sie von der Gestapo in das Ghetto Theresienstadt verschleppt, wo sie am 19. Januar 1944 verhungerte. Albertine Neuland war die Ehefrau des Geschäftsmanns Salomon „Sali“ Neuland (siehe weiter unten) und eine Großmutter Charlotte Knoblochs.[42][43] Ihr Sohn Willi Neuland wollte seine Mutter zu sich in die USA holen, die dortigen Behörden verweigerten jedoch aufgrund ihres hohen Alters die Einreise.[44]
- Sabine (geb. Stern, 1876–1942) und Jakob (1874–1941) Oppenheimer, wohnhaft Wolfsgasse 5, wurden im November 1941 nach Riga deportiert und anschließend ermordet.[45][46]
- Leopold Reinauer wurde mit Frau und Kindern am 27. November 1941 über Nürnberg in das Arbeitslager Jungfernhof deportiert und starb am 30. November 1943 in Auschwitz;[47] sein Sohn Max kam am 22. Oktober 1944 in Libau ums Leben[48]

Die verbliebenen Bayreuther Juden lebten fortan unter unmenschlichen Bedingungen, darunter eine Familie im unbeheizten Leichenhaus des jüdischen Friedhofs; zwei von ihnen – darunter der Tabakwarenhändler Hermann Reinauer (1889–1942, im Ersten Weltkrieg erblindet und Träger des Eisernen Kreuzes Erster Klasse) – wurden in den Selbstmord getrieben. Justin Steinhäuser wurde im November 1944 in das Arbeitslager Schedlitz in Thüringen und von dort im April 1945 in das Konzentrationslager Flossenbürg gebracht. Er zählt zu den sieben bekannten Bayreuther Juden, die den Gräuel lebend überstanden.

### Richard-Wagner-Festspiele
Neben den ortsansässigen Juden gehören auch die jüdischen Künstler der Bayreuther Festspiele zu den Verfolgten und Opfern des „Dritten Reichs“. An sie erinnert seit 2012 das Stelenfeld Verstummte Stimmen im Park des Festspielhauses.

## Nachkriegszeit
Nach dem Ende des Zweiten Weltkriegs kehrten drei Frauen und vier Männer, die zur Bayreuther jüdischen Gemeinde gehört hatten, aus den Konzentrationslagern zurück. Zu ihnen gehörten Friedel Reinauer und ihre Tochter Hanneliese. Der Schriftsteller und Journalist Karl Würzburger folgte dem Ruf des Oberbürgermeisters Oscar Meyer und verließ sein Exil in der Schweiz. Er wurde Leiter des Kulturamts und der Volkshochschule, begründete das Internationale Jugendfestspieltreffen, den Stadtjugendring und die Fränkische Festwoche.

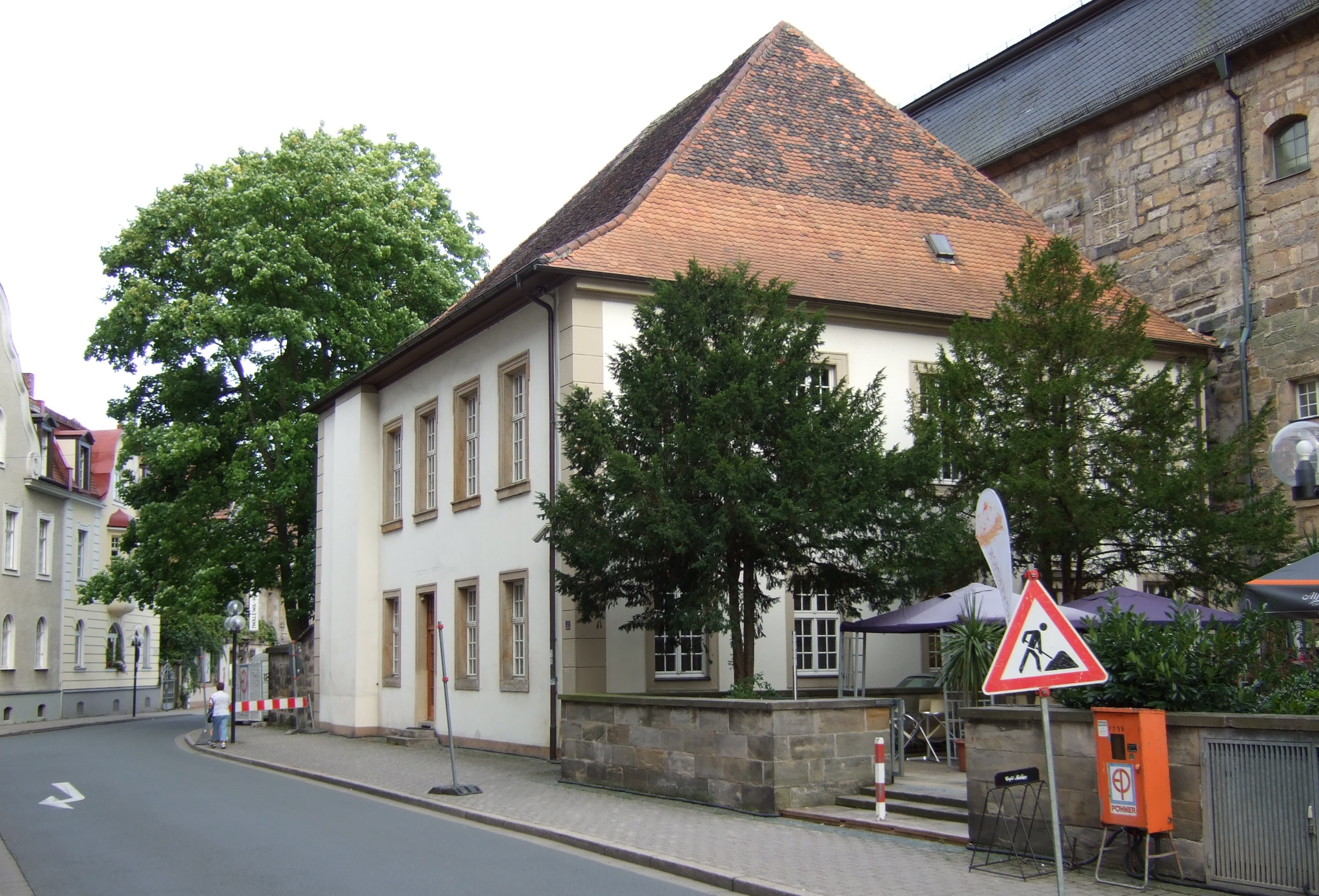
Synagoge vor dem Umbau, 2012

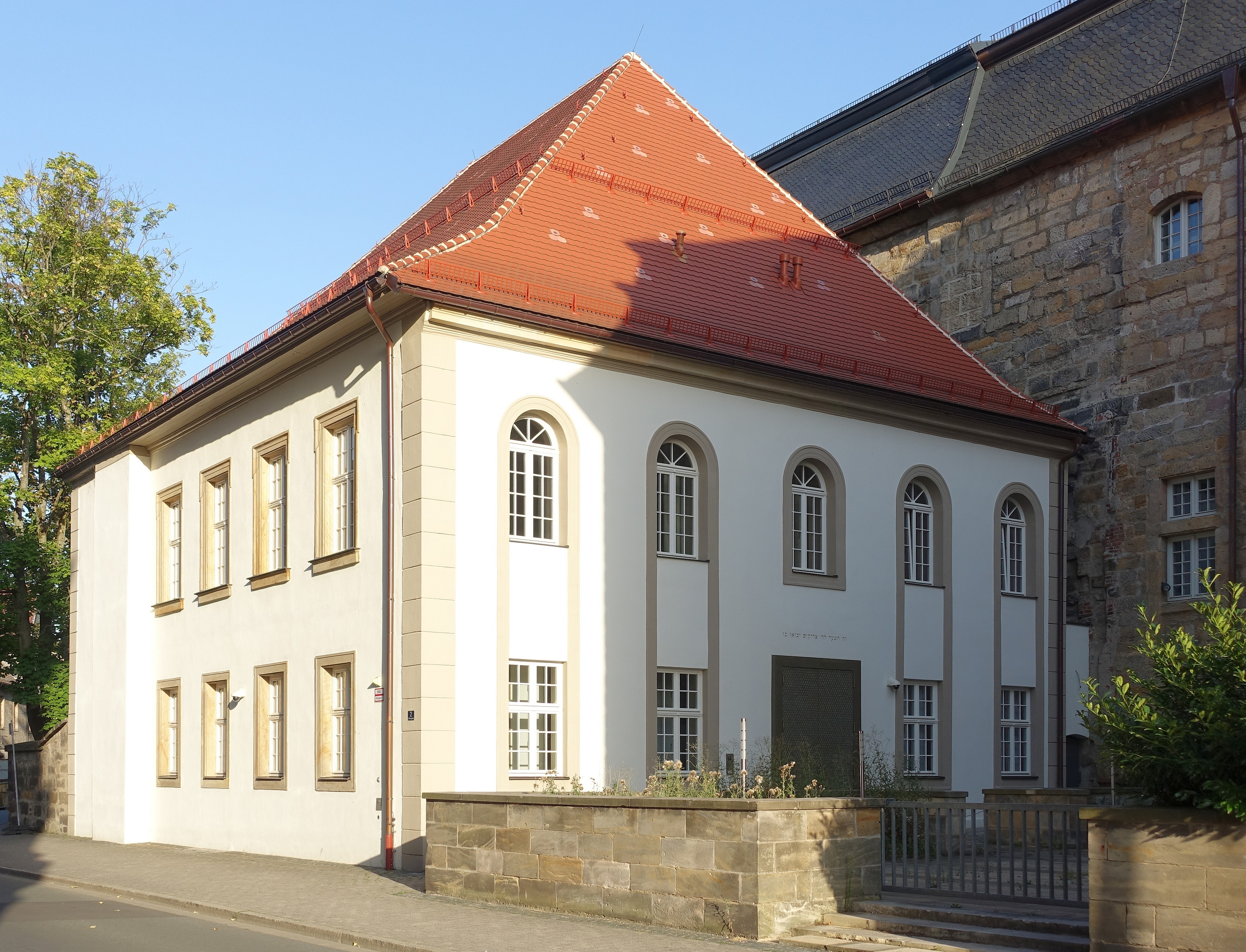
Synagoge im Jahr 2019

Im August 1945 gründeten 18 jüdische Überlebende des Holocaust in Bayreuth ein erstes jüdisches Informationsbüro. In der Folge entwickelte sich die Stadt rasch zu einer Anlaufstelle für Juden aus dem Osten. Reges jüdisches Leben – kulturell, religiös, sozial und sportlich – entstand; im Dezember 1945 konnten sie im von der Stadt zur Verfügung gestellten Kulturhaus Lisztstraße 12 ihr erstes Chanukka-Fest feiern, mit dem Verein Hapoel Bayreuth hatten sie bald einen eigenen Fußballclub. Bei der einheimischen Bevölkerung der ohnehin überfüllten Trümmerstadt Bayreuth stießen die Einquartierungen von Juden häufig auf Ablehnung. 1946 umfasste die jüdische Gemeinde 350 Mitglieder.
Ein amerikanischer Militärrabbiner förderte ab Januar 1946 maßgeblich den Zustrom ehemaliger jüdischer KZ-Häftlinge aus überfüllten Flüchtlingslagern. Sie stellten die Synagoge wieder her und führten ein geregeltes Gemeindeleben, verließen Deutschland in den folgenden Jahren aber fast ausnahmslos. 1950 war die Zahl der Mitglieder bereits wieder erheblich zurückgegangen, und die Bestellung eines funktionsfähigen Vorstands erwies sich als schwierig.
Vermutlich auf einen Vorschlag des Stadtrats Konrad Pöhner hin versuchte Oberbürgermeister Oscar Meyer, frühere jüdische Mitbürger ausfindig zu machen und bei einer eventuellen Rückkehr zu unterstützen. Insgesamt 45 Schreiben wurden an Emigranten in die USA, nach Palästina, Schweden und England verschickt, 15 davon wurden beantwortet. Meyers Vorschlag löste starke Emotionen aus; so schrieb Gustav Herzstein, dessen fünf in Deutschland verbliebene Geschwister in Litauen und Auschwitz ermordet worden waren, im April 1947 aus den USA: „Ich denke schon deshalb nicht an eine Rückwanderung, weil ich vermeiden möchte, dass Missstimmung, Ärger und Wut in mir aufsteigt, falls ich in Bayreuth Leuten begegnen sollte, die aktive Nazis waren und es vielleicht heute noch sind“. Sein Bruder Richard Herzstein antwortete aus Palästina, der Brief habe in ihm nie erstorbene Gefühle für seine Geburtsstadt erweckt. Zurückzukehren empfände er jedoch als eine unerträgliche seelische Belastung. Emmy Rindsberg schrieb, bei jedem Menschen, der ihr in Bayreuth begegnen würde, müsste sie befürchten, „vielleicht dem Mörder lieber Freunde oder nächster Verwandter gegenüberzustehen“. Leo und Max Weinberger äußerten die Sorge, die Geschehnisse könnten sich wiederholen, „sobald die Besatzung das Land verlässt“.
Anlässlich eines Gastspiels der Schauspielerin Kristina Söderbaum tauchten 1949 erstmals wieder antisemitische Schmierereien im Stadtgebiet auf. Den Auftritt der Ehefrau des Filmregisseurs Veit Harlan (Jud Süß) hatte das jüdische Komitee vergeblich zu verhindern versucht. Rechtsextreme Parteien wie die Sozialistische Reichspartei (SRP) knüpften unverblümt am Symbolwert Bayreuths als „Kraftzentrum des Nationalsozialismus“ an. Der stramm rechts orientierte Deutsche Block war im Stadtrat zeitweise stärker als die CSU vertreten. 1958 wurde – gegen die Bedenken des KZ-Überlebenden Justin Steinhäuser – eine Straße nach dem Rassentheoretiker Houston Stewart Chamberlain benannt.
Am 4. Dezember 1951 sorgte die gewaltsame Durchsuchung der Synagoge nach vermutetem Schmuggelgut für Aufsehen. Die Gründungsversammlung der Israelitischen Gemeinde Bayreuth in ihrer heutigen Form fand am 27. Mai 1956 statt. Das Geburtshaus der Brüder Jakob und Julius Herz (Kulmbacher Straße 7) wurde in den 1970er Jahren abgerissen.
Mitte der 1970er-Jahre lebten nur noch etwa 30 jüdische Personen in Bayreuth. Durch den Zuzug von Familien aus dem Bereich der GUS-Staaten seit den 1990er-Jahren nahm die Zahl der Gemeindeglieder wieder zu; 2016 zählten zur Gemeinde 510 Mitglieder. Am 16. August 2013 wurde im Garten der Synagoge die Mikwe, ein rituelles Tauchbad, eingeweiht. Das Wasser gelangt über einen Artesischen Brunnen aus 70 m Tiefe ohne Pumpe in das Wasserbecken.

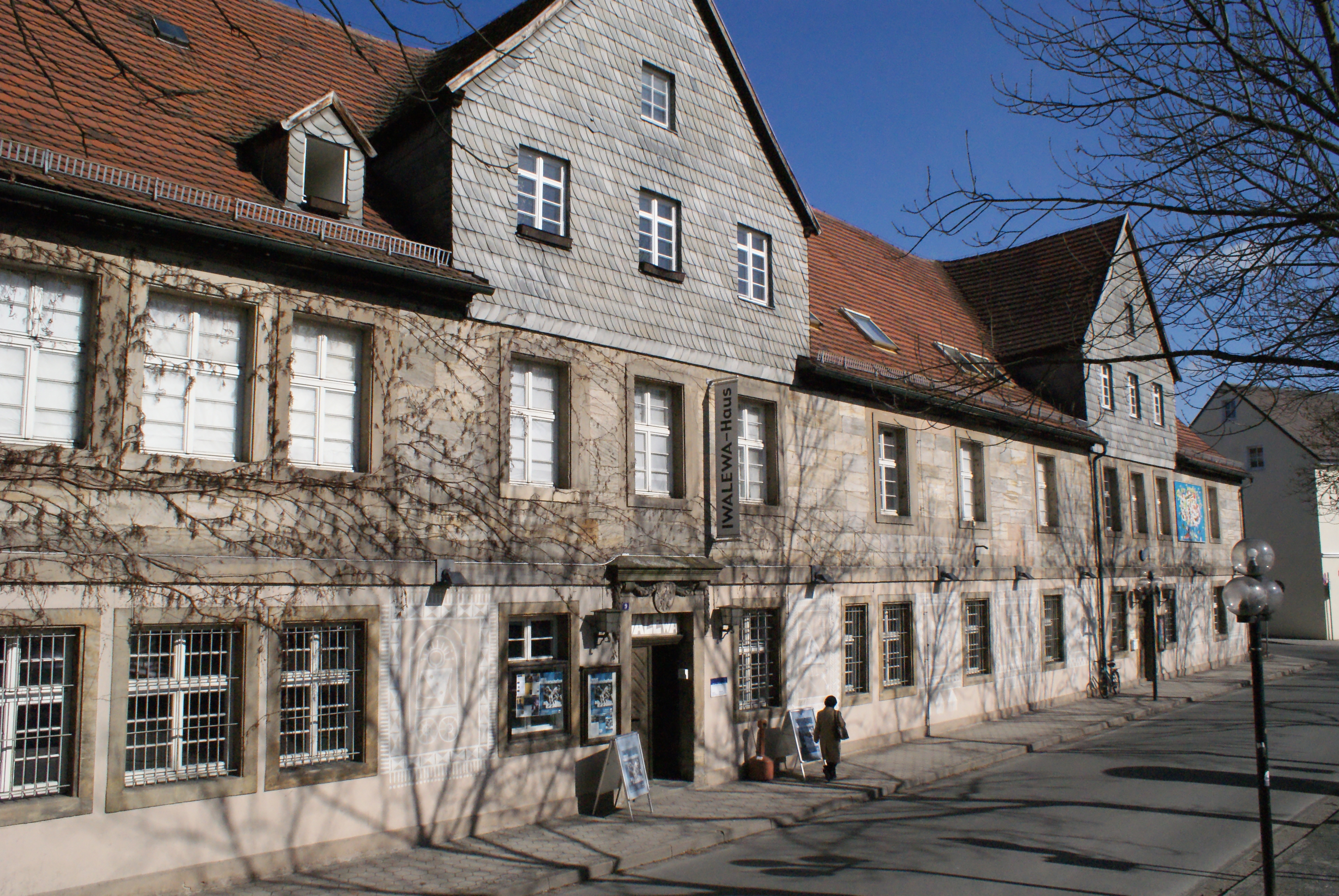
Alte bzw. Markgräfliche Münze in der Münzgasse 9 (2010)

Zwischen 2013 und 2018 wurde die Synagoge umgebaut und dabei weitgehend entkernt. Der Eingang wurde dabei von der Straßenseite auf die Westseite verlegt. Ein jüdisches Kultur- und Gemeindezentrum soll bis Ende 2023 im Gebäude der Alten Münze eingerichtet werden, das ab 1810 als Schulhaus genutzt wurde; 1824 wurde dort auch die israelitische Talmud-Tora-Schule untergebracht. Später hatte es als Städtische  Jugendbücherei und zuletzt vorübergehend als Iwalewahaus der Universität Bayreuth gedient. Dort soll auch das Archiv der Gemeinde untergebracht werden. Dokumente von 1760 bis 1933 sind komplett erhalten. Der über 950 Grabsteine umfassende jüdische Friedhof von Bayreuth, mit Grabsteinen von 1787 bis heute, wurde im Auftrag der Israelitischen Kultusgemeinde Bayreuth dokumentiert, das Projekt wurde 2012 abgeschlossen.
In Gegensatz zu vielen anderen Städten steht die Bayreuther Stadtverwaltung der Anlage von Stolpersteinen bislang ablehnend gegenüber. Im November 2001 schufen Bayreuther Schüler eine Sammlung von „Gedenksteinen“ in Form beschrifteter großer Kiesel, die in einem Drahtbehälter liegen und als Wanderausstellung gezeigt wurden. Öffentlich und online einsehbar ist das Gedenkbuch der Stadt Bayreuth für die Opfer des Nationalsozialismus.
Im März 2022 wurde bekannt, dass für die rund 150 jüdischen Bürger Bayreuths, die den nationalsozialistischen Gräueltaten zum Opfer fielen, am Sternplatz ein Gedenkort eingerichtet werden sollte. Auf dem nach 1945 nicht mehr bebauten Eckgrundstück Opernstraße 1 sollte eine akustische Installation in den Boden eingelassen werden und eine Stimme Passanten mit den Namen, Geburtstagen, Todestagen und Todesorten dieser Menschen konfrontieren. Das einstige Gebäude an dieser Stelle war im Besitz des jüdischen Textilhändlers Simon Pfefferkorn gewesen und diente den Nazis später als Sitz der Gauleitung Bayerische Ostmark („Braunes Haus“). Zeitweise war an seiner Eckfront ein überdimensionales Hitler-Bildnis angebracht.
Das akustische Mahnmal wurde im Winter 2022/23 fertiggestellt und am 26. Januar 2023 eingeweiht. Es erinnert an 182 jüdische Opfer des Nationalsozialismus, deren Namen und Lebensdaten der Schauspieler Matthias Brandt unentgeltlich eingesprochen hatte.

## Bekannte Bayreuther Personen jüdischen Glaubens
- Fischel Arnheim (1812–1864), Politiker und Jurist. Arnheim wurde als zweiter jüdischer Abgeordneter 1849 für den Wahlkreis Hof-Münchberg in die bayerische Abgeordnetenkammer gewählt.
- Siegfried Bettmann (1869–1939), Dermatologe und Hochschullehrer.
- Ernst Cahn (1875–1953), Jurist.
- Richard Engelmann (1868–1966), Bildhauer.
- Ludwig Fleischmann, Viehhändler. Sein Schwiegervater Samuel Fleischer (1867–1952) hatte in der Badstraße 30 einen mittelständischen Viehhandelsbetrieb aufgebaut; nach der Heirat seiner Tochter Nelly mit dem Aufsesser Ludwig Fleischmann im Jahr 1923 übertrug er diesem seinen Betrieb, der unter anderem Stallungen für mehr als 100 Rinder umfasste. Fleischmann wurde Vorsitzender der Bayreuther Jüdischen Gemeinde und des örtlichen Reichsbunds Jüdischer Frontsoldaten. Die Familie, die drei Autos samt Chauffeur und zwei Reitpferde besaß, führte ein großbürgerliches Leben und war in der örtlichen „High Society“ fest verankert. Nach der Machtergreifung der Nationalsozialisten wurde sie jedoch häufig gemieden, der Sohn Arnold musste als Jude 1935 die Oberrealschule verlassen. Im August 1938 starb Nelly Fleischmann in Fürth nach einer Routineoperation. Ende Februar 1940 konnten Ludwig Fleischmann und sein Sohn Arnold im letzten Moment in die USA emigrieren; sein Vater, den er nach der Pogromnacht im November 1938 bei sich aufgenommen hatte (→ Geschichte der Juden in Aufseß), durfte ihm jedoch trotz eines Visums nicht mehr folgen. Im Sommer 1945 stand Arnold als GI wieder vor seinem Elternhaus.[25]
- Max Harburger (1857–1916), Kaufmann. Er vermachte 25.000 Mark für eine Stiftung zugunsten armer Näherinnen und Arbeiterinnen, weitere 25.000 Mark für invalide Kriegsteilnehmer.[63][64]
- Jakob Herz (1816–1871), Arzt und erster jüdischer Professor in Bayern. Seit 1988 existiert in der Stadt eine Jakob-Herz-Straße.[65]
- Julius Herz, ab 1887 Julius Herz Ritter von Hertenried (1825–1910), Eisenbahningenieur.

1910 wurde eine Straße nach ihm benannt, 1933 nannten die Nationalsozialisten die Herzstraße in Eduard-Bayerlein-Straße um. Die Umbenennung wurde nicht rückgängig gemacht.
- Luitpold Kurzmann (1847–1923), Unternehmer.

Der Sohn eines Metzgers und Schächters eröffnete 1894 in seinem Haus Opernstraße 22 ein großes „Modewaren und Cofektionsgeschäft“. Da er zur Festspielzeit illustre Gäste wie Isabella von Spanien beherbergte, die auch in seinem Geschäft einkauften, durfte er sich mit dem Titel eines spanischen und bayerischen Hoflieferanten schmücken.
Seit 1890 war der erfolgreiche und angesehene Geschäftsmann bereits Vorstand der Israelitischen Kultusgemeinde. In seiner 30 Jahre währenden Amtszeit wurden auf dem jüdischen Friedhof ein neues Leichenhaus und ein Ökonomiegebäude errichtet; die Synagoge wurde umfassend saniert und umgebaut. Der Stadthistoriker Bernd Mayer schrieb: „Wie kein anderer verkörperte Kurzmann die gelungene Integration der Bayreuther Juden in die damalige Stadtgesellschaft“.

Geschäft des Ehepaars Neuland im Redoutenhaus Opernstraße / Ecke Münzgasse (1910)

- Hilde Marx (1911–1986), Schriftstellerin und Journalistin.
- Das im Januar 1936 von den Nationalsozialisten zur Geschäftsaufgabe gezwungene Ehepaar Salomon und Albertine Neuland betrieb zunächst im Haus Maximilianstraße 55 und später im Redoutenhaus in der Opernstraße ein Modewaren- und Damenkonfektionsgeschäft. Nach erfolgter „Arisierung“ wurde das Geschäft als Modehaus Krämer & Hacker weitergeführt.

Salomon „Sali“ Neuland (geb. am 15. Mai 1863 in Kleineibstadt), dem 1896 das Bürgerrecht verliehen wurde, war in der Bayreuther Stadtgesellschaft hoch angesehen. Am 24. Januar 1888 heiratete er in Nürnberg Albertine (geb. Lehmann; siehe weiter oben). Die Familie lebte in großbürgerlichen Verhältnissen zunächst im Haus Luitpoldplatz 2, später in der Alexanderstraße 4. Nach dem Novemberpogrom 1938 musste das Ehepaar Neuland in die Wohnung von Albertines Schwester Ida in der Erlanger Straße 33 umziehen. Sali Neuland verkraftete die zahlreichen Demütigungen und Angriffe der Nationalsozialisten nicht, er starb am 24. Mai 1939 im Alter von 76 Jahren. Sein 1889 in Bayreuth geborener Sohn Fritz Neuland ist der Vater der Präsidentin der Israelitischen Kultusgemeinde München und Oberbayern Charlotte Knobloch.
- Simon Neuland (1868–1936), verh. mit Emma (geb. Friedmann, 1869–1921),[68] war Mitinhaber des Geschäfts seines Bruders Salomon Neuland.[43]
- Emanuel Osmund (1766–1842), Bankier, Kaufmann und Gelehrter; Förderer und Freund des Dichters Jean Paul.
- Albert Würzburger (1856–1938), Arzt und Psychiater.

1894 gründete sein Vater Simon Würzburger auf der unteren Herzoghöhe eine private Heilanstalt für psychisch Kranke jüdischen Glaubens (→ Sanatorium Herzoghöhe), die Albert 1895 übernahm. 1936 wurde sie in eine „deutsche Anstalt“ umgewandelt und 1959 abgerissen. Ihm zu Ehren erhielt dort 1947 eine Straße den Namen Dr.-Würzburger-Straße.
- Pinhas Yoeli (1920–2011), als Günther Aptekmann in Bayreuth geboren, Professor für Kartographie an der Universität Tel Aviv.[71]

## Trivia

Textilgeschäft Pfefferkorn am Maximilianplatz (Mitte), frühes 20. Jahrhundert

Simon Pfefferkorn betrieb bis 1892 sein Textilgeschäft in der Maximilianstraße 9. In jenem Jahr mietete er das Erdgeschoss des Hauses Opernstraße 1. Dieses Eckhaus am Verkehrsknotenpunkt Sternplatz (damals: Maximilianplatz) bot den Vorteil, zur Opern- wie zur Maximilianstraße hin Schaufenster aufzuweisen. Der Laden entwickelte sich zum führenden Geschäft für Teppiche und Stoffe. Als Festspielgast weilte 1896 der französische Maler Auguste Renoir im Haus. 1917 kaufte Pfefferkorn das Gebäude und musste im August 1928 hinnehmen, dass Heinrich Himmler als Festspielgast bei einem der Mieter logierte. In jenem Jahr wurde er unter dem Druck der NSDAP genötigt, sein Haus an den NS-Gauverlag Hans Schemms weit unter Preis zu verkaufen. Der Architekt Hans Reissinger baute es zum Sitz der Gauleitung Bayerische Ostmark („Braunes Haus“) um. Im April 1945 brannte das Gebäude aus und wurde nicht wieder aufgebaut.
Der antisemitische „Rassentheoretiker“ Houston Stewart Chamberlain hatte von 1910 bis 1927 in Bayreuth gelebt, 1922 erhielt er die Bayreuther Ehrenbürgerwürde. 1937 wurde eine Straße nach ihm benannt, die 1947 den heutigen Namen Karl-Muck-Straße erhielt. Gemäß einem Stadtratsbeschluss von 1955 bekam 1958 wiederum eine Straße Chamberlains Namen; nach hitzigen Debatten wurde der Name Chamberlainstraße 1989 erneut getilgt und jene der Furtwänglerstraße zugeschlagen. Die Ehrenbürgerwürde wurde Chamberlain erst 2013 aberkannt.